# Краљевина Памплона
Краљевина Памплона (баск. Iruñeko Erresuma) је историографски назив, према Аналима франачког краљевства, који се користи за политички ентитет који се простирао на западним Пиринејима и око града Памплоне током првог вијека иберијске Реконкисте. Био је један од хришћанских политичких ентитета који је настао на сјеверној Иберији пратећи освајање Визиготског краљевства од стране Омејадског калифата почетком 8. вијека. Краљевина има поријекло у Грофовији Памплони, једној од тампон држава успостављених од стране франачког краља Карла Великог како би се спријечио напредак калифата који је под контролом има већи дио Пиринејског полуострва. Град Памлона (лат. Pompaelo, баск. Iruñea) је био главни град старосједилаца Васконаца и био је смјештен усред васконске регије, у претежно баскијском говорном подручју. Енеко Аритца је 824. године добио подршку Кордопског калифата и муладске породице Бану Каси за оснивање краљевине. Почетком 10. вијека краљевство се прекинуло формални савез са Кордобом и почело да се војно шири, успостављајући везе са хришћанском Краљевином Леон. Серије династија су се смјењивале, све до 1162. године када је краљ Санчо IV промјенио своју титулу из краља Памплоне у краља Наваре и на тај начин стварајући Краљевину Навару.